# 426. medicinska brigada (ZDA)
426. medicinska brigada (izvirno angleško 426th Medical Brigade) je bila medicinska brigada Kopenske vojske Združenih držav Amerike.